# 1047 в Україні
1047 в Україні — це перелік головних подій, що відбулись у 1047 році на території сучасних українських земель.

## Події
- Польський король Казимир I Відновитель з допомогою Ярослава Мудрого здолав Мецлава і відновив своє правління в Мазовії.

## Особи

### Народились
- Вишеслава — українська княжна, з 1067 року дружина польського князя, пізніше короля Болеслава II Сміливого.